# Кертанагара
Кертанагара (Кертанегара) (*д/н — 1292) — 6-й і останній магараджа Сінгасарі в 1268—1292 роках. За його панування держава досягла найбільшої потуги, але водночас протистояння з монголами зрештою призвело до загибелі.

## Життєпис
Походив з династії Раджаса. Син магараджи Вішнувардхани. Дата народження невідома, замолоду долучився до державних справ. З 1254 року фактично став правителем Сінгасарі. Офіційно вступив на трон після смерті стрийка у 1270 році.
Розпочав політику поширення влади на сусідні острови. У 1270 році придушив повстання на Яві на чолі із Каяраджою. Було укладено військові та торговельні союзи з раджами Молуккських островів, звідси яванські купці вивозили спеції, та державою Чампа, що стала посередником між Сінгасарі та Китаєм.
Вважається автором Раджапатігундали — кодексу законів щодо релігійних інституцій. Був переконаним буддистом, брав активну участь у житті санхги. Відомий його інтерес до наукових аспектів буддизму.
1280 року придушив повстання на острові Ява на чолі із Магішею Рангкою. У 1284 році встановив зверхність на о. Балі. В подальшому підкорено о. Мадура та південне узбережжя Калімантану.
У 1289 році до Кертанагари прибуло посольство від Хубілая, великого кагана Монгольської імперії (на той час повністю підкорив Китай), з вимогою визнати його владу. Втім магараджа скалічив посланців та відправив до Китаю. У 1290 році Кетанагара відправив війська проти суматранської держави Джамбі, яка була союзником Хубілая. Невдовзі було встановлено над нею зверхність.
1292 року Хубілай відправив війська та флот проти Сінгасарі. Підготовка до захисту і утримання військ за межами держави, послабили сили Кертанагари. Це використав у своїх цілях Джаякатванг, намісник Кедірі. Він повстав проти Сінгасарі, переміг її армію і вбив магараджу. Раден Віджая, зять Кертанагари, втік на о. Мадура, де став збирати війська для боротьби.